# Кэмпбелл, Джон, 1-й граф Бредалбейн и Холланд
Джон Кэмпбелл, 1-й граф Бредалбейн и Холланд (англ. John Campbell, 1st Earl of Breadalbane and Holland; 1636 — 19 марта 1717) — шотландский аристократ и государственный деятель, 5-й баронет Кэмпбелл из Гленорхи (ок. 1670—1717), 1-й граф Бредалбейн и Холланд (1681—1717), граф Кейтнесс (1676—1681). Он также был известен как «Скользкий Джон». Джон Кэмпбелл был одним из тех, кто был замешан в Резне в Гленко.

## Биография
Сын сэра Джона Кэмпбелла из Глен-Бридж, 4-го баронета Кэмпбелла из Гленорхи (ок. 1615 — ок. 1670), и леди Мэри Грэм (? — 1653), дочери Уильяма Грэма, 1-го графа Эрта и 7-го графа Ментейта (1591—1661).
Он принял участие в неудавшемся восстании роялистов при Гленкэрне в 1654 году и был одним из тех, кто убеждал генерала Джорджа Монка объявить свободный парламент в Англии, чтобы облегчить восстановление. Он сидел в шотландском парламенте в качестве члена от Аргайлшира с 1669 по 1674 год.
В октябре 1672 года, как главный кредитор Джорджа Синклера, 6-го графа Кейтнесса, он получил в наследство свои земли и имущество. После смерти 6-го графа без наследников; он стал графом Кейтнессом и виконтом Бредолбейна. В 1678 году он женился на бывшей вдове графа, Мэри Кэмпбелл, графине Кейтнесс, что позволило ему избавиться от обязанности платить ей 12 000 марок в год. В 1680 году он вторгся в Кейтнесс с группой из 800 человек и разбил и лишил владения контингент Синклеров в битве при Альтимарлахе. Тем не менее, законный наследник, младший сын 5-го графа, впоследствии был подтвержден в своих землях и титулах парламентом Шотландии, поэтому 13 августа 1681 года Джон Кэмпбелл получил новый королевский патент, который сделал его графом Бредолбейн и Холланд, виконтом Тэй и Пейнтленд, лордом Гленорхи, Бенедерлох, Ормели и Уик в Пэрстве Шотландии. В 1685 году он стал членом Тайного совета Шотландии. Хотя номинально он был пресвитерианином, он помогал нетерпимому и деспотическому правительству герцога Лодердейла в 1678 году со своим военным контингентом из 1700 человек.
Он имел репутацию владельца лучшего парика в Шотландии, и его влияние, благодаря его положению и способностям, было больше, чем у любого человека в Шотландии, кроме его двоюродного брата, герцога Аргайла, отношения, которые раздражали его и привели к его постоянному политическому маневрированию, чтобы улучшить свою судьбу. Поначалу граф Бредалбейн поддерживал связь с Данди и был замешан в якобитской интриге под названием заговор Монтгомери, но после битвы при Килликренки в июле 1689 года он сделал предложения правительству, впоследствии дал присягу на верность и получил крупную денежную сумму от правительства, чтобы обеспечить подчинение кланов. 30 июня 1691 года он встретился с вождями якобитов; он убедил их воздерживаться от враждебных действий до октября, добиваясь их согласия угрозами и обещаниями, а не распределением денег, которые, как считалось, он оставил себе. Когда его попросили дать отчет о расходах парламенту, он ответил:
«Деньги потрачены, в Хайленде тихо, и это единственный способ вести расчеты между друзьями».
Граф Бредалбейн имел репутацию двурушника, что привело к прочному убеждению, что он принимал непосредственное участие в резне Макдональдов в Гленко в феврале 1692 года. На самом деле он был одним из немногих людей, осознавших политический ущерб, нанесенный этим эпизодом в Хайленде. Однако открытие его переговоров с вождями якобитов привело к его заключению в Эдинбургском замке в сентябре, но он был освобожден, когда стало известно, что он действовал с ведома Вильгельма Оранского.
Граф Бредалбейн не голосовал за Акт об унии с Англией в 1707 году, но был избран пэром-представителем Шотландии в парламенте Великобритании 1713—1715 годов. Его сотрудничество с английским правительством в обеспечении временного подчинения Хайлендса было вдохновлено отсутствием реальной лояльности или преданности, и он поддержал попытку французского вторжения 1708 года, однако отказался взять на себя обязательства на бумаге.
По случаю восстания якобитов в 1715 году он извинился 19 сентября из-за повиновения вызову явиться в Эдинбург по причине своего возраста и немощи, но, тем не менее, на следующий день посетил лагеря якобитов в Логирейте и Перте. по словам мастера Синклера:
«Чтобы обмануть других, а не быть обманутым и получить долю французских субсидий».
Он взял деньги, чтобы предоставить 1200 человек для восстания, и послал только 300. Его 300 человек были отозваны после битвы при Шерифмуре, и его смерть 19 марта 1717 года устранила необходимость расследования его поведения.

## Брак и семья
Граф Бредалбейн и Холланд был дважды женат. Его первой женой 17 декабря 1657 года стала леди Мэри Рич (? — 8 февраля 1666), дочь Генри Рича, 1-го графа Холланда (1590—1649), и его жены Изабель Коуп (? — 1655). Дети от первого брака:
- Дункан Кэмпбелл, лорд Ормели (около 1660 — 5 января 1727). 14 июля 1685 года он был исключен своим отцом в качестве преемника из-за его недееспособности
- Джон Кэмпбелл, 2-й граф Бредалбейн и Холланд (19 ноября 1662 — 23 февраля 1752), второй сын и преемник

7 апреля 1678 года вторым браком он женился на Мэри Кэмпбелл (? — 9 февраля 1690/1691), вдове Джорджа Синклера, 6-го графа Кейтнесса, дочери Арчибальда Кэмпбелла, 1-го маркиза Аргайла (1605/1607 — 1661), и леди Маргарет Дуглас (? — 1677/1678). Дети от второго брака:
- Достопочтенный Колин Кэмпбелл (1679 — 31 марта 1708), предок (через внебрачного сына) сэра Лахлана Кэмпбелла, 6-го баронета Кэмпбелла из Сент-Кросс-Мид (род. 1958), одного из современных претендентов на титул графа Бредалбейна и Холланда.

У Джона Кэмпбелла также была внебрачная дочь Мэри Кэмпбелл (? — август 1725), жена адвоката, сэра Арчибальда Кокберна (? — 1735), и мать сэра Александра Кокберна из Ленгтона, 7-го баронета (? — 1745).